# هانس هينينغر
هانس هينينغر (بالألمانية: Hans Henninger)‏ هو ممثل ألماني، ولد في 24 فبراير 1905 في بفورتسهايم في ألمانيا، وتوفي في 15 مايو 1937 في برلين في ألمانيا.

## وصلات خارجية
- هانس هينينغر على موقع IMDb (الإنجليزية)
- هانس هينينغر على موقع قاعدة بيانات الفيلم (الإنجليزية)
- هانس هينينغر على موقع كينوبويسك (الروسية)